# Famille Lurçat
La famille Lurçat est une famille française originaire de Bellenaves, dans l'Allier. Elle s'est fait connaitre au XXe siècle par plusieurs de ses membres, en particulier le tapissier et céramiste Jean Lurçat (1892-1966).

## Liens de filiation entre les personnalités
La lecture des actes d'état civil aux archives départementales permet de connaitre la descendance de Jacques Lurçat, né le 20 février 1793 à Bellenaves (Allier).
- Jacques Lurçat (20 février 1793[1] à Bellenaves (Allier) - ), boulanger à Bellenaves à la date de son mariage[1]. Le 31 août 1819 à Ébreuil (Allier), il épouse Marie Goursonnet[1].
  - Jean-Baptiste Lurçat (8 octobre 1823 à Bellenaves[2] - 22 février 1906[2] à Saint-Jean-de-Losne (Côte-d'Or)), receveur des postes à Saint-Jean-de-Losne[2]. Le 20 avril 1846 à Gannat, il épouse Françoise Huguet[3].
    - Lucien Jean Baptiste Lurçat (7 octobre 1862 à Saint-Jean-de-Losne[3] - 12 juin 1946 à Châtenay-Malabry), employé des Postes à la date de son mariage[4]. Le 8 avril 1890 à Bruyères, il épouse Marie Émilie Marguerite Charlotte L'Hôte[4].
      - Jean Lurçat (1er juillet 1892 à Bruyères[5] - 6 janvier 1966 à Saint-Paul-de-Vence[5]), tapissier et céramiste. Le 15 décembre 1924 à Paris 18e, il épouse Marthe Hennebert[5] (1893-1976), décoratrice, tisseuse ; le couple divorce le 28 novembre 1927. Le 12 mai 1931 à Paris 14e, il épouse Roussana Timotheff[5] (1894-1954), artiste peintre, sculptrice. Le 11 août 1956 à Saint-Laurent-les-Tours, il épouse Simone Selves[5] (1915-2009)[6], résistante.
      - André Lurçat (27 août 1894 à Bruyères[7] - 11 juillet 1970 à Sceaux (Hauts-de-Seine)[8]), architecte urbaniste. Le 6 avril 1922 à Versailles, il épouse Renée Françoise Michel[7].
        - François Lurçat (1927-2012)[9], physicien. Il épouse Lipah Kurtz[10](1928-2019)[11], psychologue. De ce mariage, naît Pierre[12].
          - Pierre Itshak Lurçat[13] (7 février 1967[14]), avocat et essayiste franco-israélien.